# Vývojová psychologie

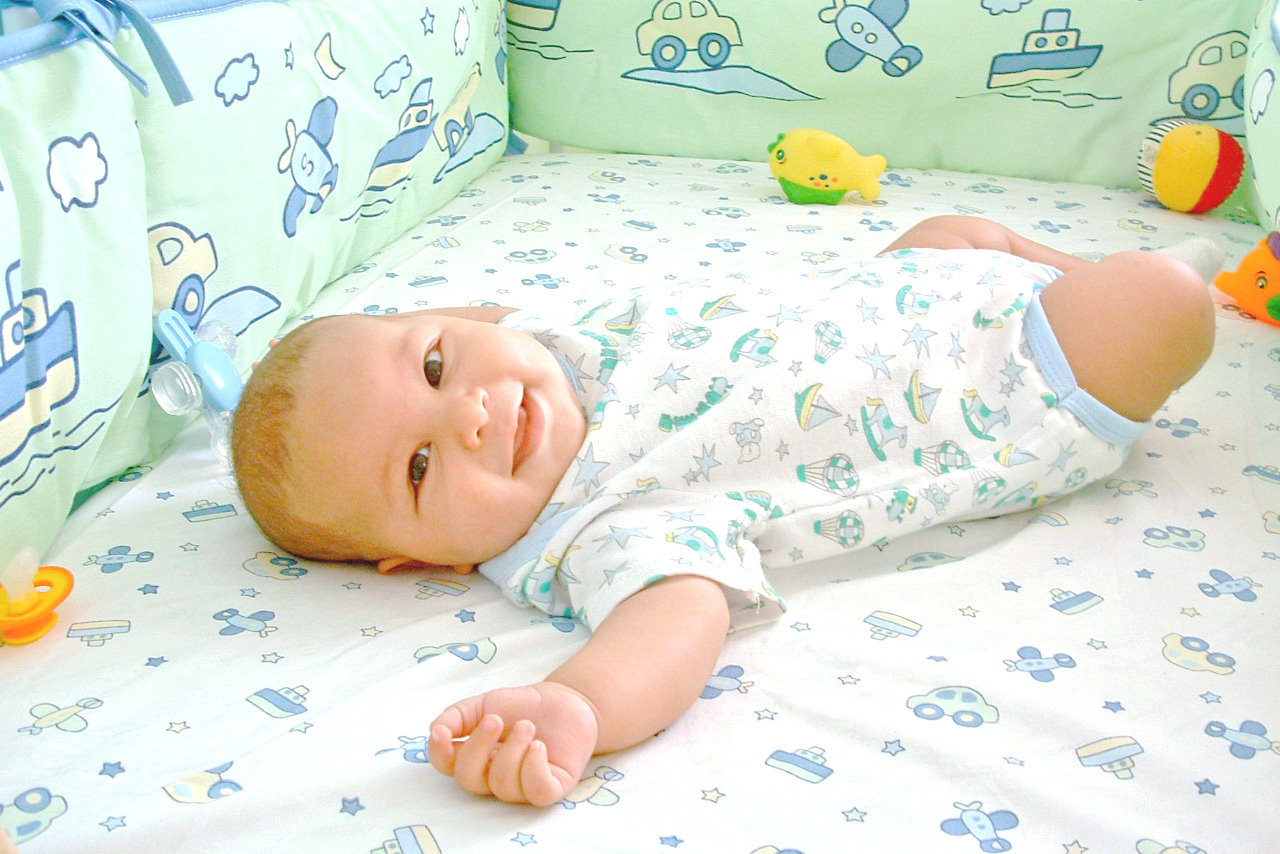
Vývojová psychologie zkoumá člověka již od početí plodu až do smrti jedince

Vývojová psychologie je jednou ze základních disciplín psychologie. Zabývá se činiteli, zákonitostmi a průběhem psychického vývoje člověka od početí po smrt. Shromažďuje, popisuje, srovnává a třídí poznatky o duševním životě člověka od počátku až do konce jeho vývoje. Sleduje ustavičné proměny, vznikání a zanikání, které probíhají u člověka od počátku jeho života. Studium změn chování a prožívání v určitém časovém průběhu je nejobecnějším předmětem široce chápané vývojové psychologie. Proces vznikání, proměn a zanikání se nazývá geneze (z řec. genesis = vznik).
Vývoj jedince je zákonitý proces, který tvoří posloupnost na sebe navazujících fází, pořadí fází nelze měnit, ani některou z fází přeskočit. Tento vývoj je nezvratný, může být ale narušen nemocí, úrazem, šokem. Vývojový proces je celistvý, zahrnuje stránku tělesnou (somatickou) a duševní (psychickou). Vývoj lze charakterizovat jako postupnou proměnu od méně dokonalé úrovně k úrovni dokonalejší. Psychický vývoj nebývá zcela plynulý, střídají se období rychlejšího a pomalejšího vývoje. Proces vývoje je vždy individuálně specifický, je ovlivněn i prostředím a výchovou. Vývoj neprobíhá jen jako pokrok, ale mohou nastávat i fáze regrese. Pokud v některé z vývojových fází dojde k nesplnění nebo nedostatečnému splnění vývojového cíle tak, aby bylo možno plynule přejít do další fáze, z psychologického hlediska se může rozvinout porucha osobnosti nebo jiné více či méně závažné psychické poruchy.
Podle časového měřítka je genezi možné chápat jako:
• fylogeneze (z řeckého fylon – rod, národ, kmen), je vývoj celého lidského pokolení od jeho počátků až po dnešní stadium. Současná psychologie blíže specifikuje a fylogenezi chápe jako studium chování různých druhů živočichů na rozdílném stupni evoluční řady.
• antropogeneze – vývoj duševna u lidí v různých historických etapách a civilizačních okruzích.
• ontogeneze (z řeckého ontoz’ = ten, který je, existuje) – stadium vývoje jednotlivce, tedy geneze individua. Vývoj a změny od početí až do smrti.
• aktuální geneze – vývoj psychických procesů např. při řešení problémů, v průběhu učení, osvojování speciálních dovedností a podobně.

## Vývojová periodizace
Existují různé teorie popisující vývoj člověka od narození až po smrt. Lze je rozdělit do dvou hlavních skupin, které popisují vývoj buď jako stadiální, nebo kontinuální. Kontinuální teorie uvažují stále stejnou strukturu psychických funkcí, které se liší pouze svojí mírou (například nárůst inteligence, krátkodobé a výrazné zvýšení emocionality v adolescenci a podobně). Naopak stadiální teorie rozdělují život člověka do různých, kvalitativně oddělených stádií. Tyto jednotlivé fáze se vyznačují vlastními specifickými zvláštnostmi, charakteristickými pro dané vývojové období života jedince. V ontogenezi lze rozlišit tři hlavní období: dětství, dospělost a stáří. Hlavním problémem členění duševního vývoje je najít vyhovující kritérium, ze kterého by se vycházelo. V historii vývojové psychologie byly zaznamenány pokusy rozličného členění (fyzický věk, tělesný vzrůst, produktivita člověka a pod).
Rozdělit lidský život na určité časové úseky se pokoušeli lidé od nepaměti. Hippokratés dělil lidský život na sedm období, každé po sedmi letech. Sedm životních fází použil i Jan Amos Komenský ve svém díle Orbis pictus – 7 období: dítě (0–7 let), pachole (7–14 let), mládenec/děvče (14–21 let), jinoch/panna (21–28 let), muž/žena (28–35 let), stařec/bába (35–42 let), kmet/sešlá bába (nad 42 let). Pražský psychiatr K. Amerling spojoval vždy tři sedmiletí do jednoho cyklu a maximální lidský věk 84 let dělil na 4 období – životní jaro, léto, podzim, zimu.
Z hlediska anatomického a fyziologického se pokusil o periodizaci lidského života A. Haller. Toto rozdělení na základě anatomickém je ale jednostranné, popisuje jen vnější faktory — délku kostry, objem těla, váhové přírůstky atd. Dělil život do 9 fází:
1. první dětství ve 3 fázích:
  - 1) narození – 17 měsíců
  - 2) 17–28 měsíců
  - 3) 29 měsíců – 7 let
2. druhé dětství:
  - 4) 7–12 let
  - 5) 12–15 let
3. jinošství:
  - 6) 15–22 let
  - 7) 22–25 let
4. mužný věk:
  - 8) 25–63 let
5. stáří:
  - 9) od 63 let

## Biopsychologická vývojová periodizace
Snahou této koncepce je komplexní periodizace, která by zachytila nejen biologický, ale i psychický a sociální obraz vývoje člověka.
Jako příklad biopsychologické koncepce je dělení podle Václava Příhody
1. antenatální – nitroděložní vývoj: početí až porod.
2. první dětství: novorozenec – 2 měsíce, kojenec do 1 roku, batole, trvá 2 roky, končí třetím rokem.
3. druhé dětství – první tvarová přeměna postavy, vstup dítěte do školy
4. pubescence – pohlavní dozrávání, 11.–15. rok
5. období hebetické – období mládí a krásy. 1. etapa: 15.–20. rok, 2. etapa: 20.–30.rok – mladá dospělost.
6. ineterevium – 45.–60.rok, úbytek energie, snižování výkonnostního tempa. U žen nástup klimakteria.
7. senium – 60. – x let. Důchod, dochází k pesimismu, nervozitě, společenské izolaci. 75.–90. let – kmetství, stoupá počet chorob. Nad 90 let –patriarchium – dožívá se jen nepatrný zlomek populace.

## Psychologická vývojová periodizace
Další členění vypracoval Jean Piaget. Ve své koncepci se soustředil hlavně na to, jak se u dítěte vyvíjí logické myšlení, jak dítě chápe matematické, geometrické, fyzikální a jiné logické operace. V psychologii se tyto termíny určují smyslovým vnímáním, motorikou nebo souhrou činností.
Hlavní etapy vývoje podle Piageta:
1. Etapa senzomotorické inteligence, od narození do 1,5/2 roků. Poznávání na základě smyslové a pohybové činnosti – do 2 let, poznávání a vývoj je zprostředkován na základě manipulace s předměty a s částmi těla
2. Etapa symbolického a předpojmového myšlení, do 4 let, myšlení je vázáno na konkrétní realitu a její paměťové představy bez pochopení obecnějších vztahů
3. Etapa názorného myšlení, 4–7 let, usuzování je zatím vázáno na vnímání a představování.
4. Etapa konkrétních operaci, do 11/12 let, logické usuzování je již méně závislé na viděné podobě věcí, ale stále silně vázané na konkrétní realitu
5. Etapa formálních operaci, od 11 let, dovršení předpokladů pro plnohodnotné logické myšlení po 12 roku. Schopnost abstraktního a hypotetického myšlení bez omezení na nutnost představy jeho obsahu